# Ospriocerus sinaloensis
Ospriocerus sinaloensis là một loài ruồi trong họ Asilidae. Ospriocerus sinaloensis được Martin miêu tả năm 1968. Loài này phân bố ở vùng Tân nhiệt đới.